# Valentin Antov
Valentin Antov (en bulgare : Валентин Антов), né le 9 novembre 2000 à Sofia, est un footballeur international bulgare. Il joue au poste de défenseur central à l'US Cremonese, en prêt de l'AC Monza.

## Biographie

### En club
Formé au CSKA Sofia, il fait ses débuts avec l'équipe senior du CSKA le 19 août 2015, en coupe, contre le FC Sofia 2010. Il devient alors le plus jeune joueur de l'histoire du club à l'âge de 14 ans, 9 mois et 10 jours, tout en devenant le plus jeune capitaine du club, en prenant le brassard de capitaine lors des 25 dernières minutes du match.
Il fait ses débuts en championnat le 14 avril 2018, face à Vereya.
Le 12 juillet 2018, il réalise ses débuts en Ligue Europa contre le Riga FC. 
Le 1er juillet 2020, il atteint avec le CSKA la finale de la Coupe de Bulgarie, en étant battu après une séance de tirs au but par le Lokomotiv Plovdiv.
Le 12 juillet 2020, il marque son premier but lors de la victoire de son équipe (5-0) contre le PFK Beroe Stara Zagora.
En août 2020, il est de nouveau capitaine de l'équipe du CSKA.
Le 1 février 2021, il est prêté avec option d'achat à Bologne FC. 
Le 1er juillet 2022 , l'AC Monza lève l'option d'achat de 2M€.  

### En sélection
Le 22 mars 2019, il figure pour la première fois sur le banc des remplaçants de l'équipe nationale A, mais sans entrer en jeu, lors d'une rencontre face au Monténégro (match nul 1-1). Il fait finalement ses débuts avec la Bulgarie trois jours plus tard, contre le Kosovo, lors d'un match qualificatif à l'Euro 2020, en entrant à la place de Georgi Kostadinov (score : 1-1).

## Palmarès
CSKA Sofia
- Championnat de Bulgarie (0) :
  - Vice-champion : 2017-18, 2018-19, 2019-20.
- Coupe de Bulgarie (0) :
  - Finaliste : 2019-20.